# Magyarország az 1999-es ifjúsági atlétikai világbajnokságon
Magyarország a lengyelországi Bydgoszczben megrendezett 1999-es ifjúsági atlétikai világbajnokság egyik részt vevő nemzete volt, 31 sportolóval képviseltette magát.

## Érmesek
| Érem      | Versenyző      | Versenyszám   | Dátum      |
| --------- | -------------- | ------------- | ---------- |
| Aranyérem | Pars Krisztián | Kalapácsvetés | július 18. |
| Ezüstérem | Frajka Xénia   | Gerelyhajítás | július 17. |

## Eredmények

### Férfi
| Versenyző                                                   | Versenyszám     | Előfutam | Előfutam | Elődöntő   | Elődöntő   | Döntő   | Döntő    |
| Versenyző                                                   | Versenyszám     | Idő      | Hely.    | Idő        | Hely.      | Idő     | Helyezés |
| ----------------------------------------------------------- | --------------- | -------- | -------- | ---------- | ---------- | ------- | -------- |
| Jankovics László                                            | 100 m           | 11,48    | 5.       | kiesett    | kiesett    | kiesett | kiesett  |
| Lépold Gergely                                              | 100 m           | 11,35    | 3.       | kiesett    | kiesett    | kiesett | kiesett  |
| Gombos Sándor                                               | 400 m           | 49,07    | 4.       | nem indult | nem indult | kiesett | kiesett  |
| Iványi Ádám                                                 | 800 m           | 1:55,77  | 5.       |            |            | kiesett | kiesett  |
| Kerékjártó István                                           | 1500 m          | 4:01,87  | 8.       |            |            | kiesett | kiesett  |
| Svitlik Máté                                                | 2000 m akadály  |          |          |            |            | 6:11,73 | 20.      |
| Kiss Dániel                                                 | 110 m gát       | 14,10    | 2.       |            |            | kiesett | kiesett  |
| Bandoh Dániel                                               | 110 m gát       | 14,70    | 7.       |            |            | kiesett | kiesett  |
| Lépold Gergely Nagy Gergely Jankovics László Horváth Kornél | 4 × 100 m váltó | 42,57    | 4.       |            |            | 41,86   | 5.       |
| Lépold Gergely Nagy Gergely Prosser Zsolt Gombos Sándor     | Vegyes váltó    | 1:55,24  | 2.       |            |            | 1:54,35 | 5.       |

| Versenyző           | Versenyszám   | Selejtező | Selejtező | Döntő    | Döntő     |
| Versenyző           | Versenyszám   | Eredmény  | Hely.     | Eredmény | Helyezés  |
| ------------------- | ------------- | --------- | --------- | -------- | --------- |
| Boros László        | Magasugrás    | 2,05 m    | 11.       | 1,95 m   | 12.       |
| Lőrincz Imre        | Távolugrás    | 6,91 m    | 8.        | kiesett  | kiesett   |
| Tóth Lajos          | Súlylökés     | 15,10 m   | 16.       | kiesett  | kiesett   |
| Tóth Lajos          | Diszkoszvetés | 48,69 m   | 14.       | kiesett  | kiesett   |
| Herczegfalvi Csanád | Diszkoszvetés | 46,41 m   | 12.       | kiesett  | kiesett   |
| Horváth József      | Kalapácsvetés | 69,07 m   | 2.        | 69,15 m  | 7.        |
| Pars Krisztián      | Kalapácsvetés | 73,60 m   | 1.        | 74,76 m  | Aranyérem |

### Női
| Versenyző                                                    | Versenyszám      | Előfutam   | Előfutam   | Elődöntő | Elődöntő | Döntő    | Döntő    |
| Versenyző                                                    | Versenyszám      | Idő        | Hely.      | Idő      | Hely.    | Idő      | Helyezés |
| ------------------------------------------------------------ | ---------------- | ---------- | ---------- | -------- | -------- | -------- | -------- |
| Grósz Adrienn                                                | 100 m            | 12,44      | 6.         | kiesett  | kiesett  | kiesett  | kiesett  |
| Listár Nikolett                                              | 200 m            | nem indult | nem indult | kiesett  | kiesett  | kiesett  | kiesett  |
| Erdélyi Eszter                                               | 1500 m           | 4:41,15    | 9.         |          |          | kiesett  | kiesett  |
| Szekeres Nóra                                                | 3000 m           |            |            |          |          | 10:02,51 | 31.      |
| Szabados Eszter                                              | 100 m gát        | 14,68      | 7.         |          |          | kiesett  | kiesett  |
| Füsti Edina                                                  | 5000 m gyaloglás |            |            |          |          | 25:10,10 | 17.      |
| Grósz Adrienn Farkas Bernadett Katona Eszter Listár Nikolett | 4 × 100 m váltó  | 47,33      | 5.         |          |          | kiesett  | kiesett  |
| Grósz Adrienn Listár Nikolett Óvári Zita Drobny Dóra         | Vegyes váltó     | 2:14,71    | 3.         |          |          | 2:13,69  | 8.       |

| Versenyző    | Versenyszám   | Selejtező | Selejtező | Döntő    | Döntő     |
| Versenyző    | Versenyszám   | Eredmény  | Hely.     | Eredmény | Helyezés  |
| ------------ | ------------- | --------- | --------- | -------- | --------- |
| Máté Katalin | Diszkoszvetés | 42,24 m   | 7.        | kiesett  | kiesett   |
| Orbán Éva    | Kalapácsvetés | 46,03 m   | 13.       | kiesett  | kiesett   |
| Kéri Andrea  | Kalapácsvetés | 43,64 m   | 20.       | kiesett  | kiesett   |
| Frajka Xénia | Gerelyhajítás | 49,33     | 1.        | 49,76 m  | Ezüstérem |